# Skånela landskommun
Skånela landskommun var en tidigare kommun i Stockholms län.

## Administrativ historik
Landskommunen bildades 1863 ur Skånela socken i Seminghundra härad i Uppland. Vid kommunreformen 1952 uppgick denna landskommun i Märsta landskommun som 1971 uppgick i Sigtuna kommun.